# Servizio ferroviario suburbano di Patrasso
Il servizio ferroviario suburbano di Patrasso (in greco Προαστιακός σιδηρόδρομος Πάτρας – Proastiakós sidiródromos Pátras) è il servizio ferroviario suburbano che serve la città greca di Patrasso.

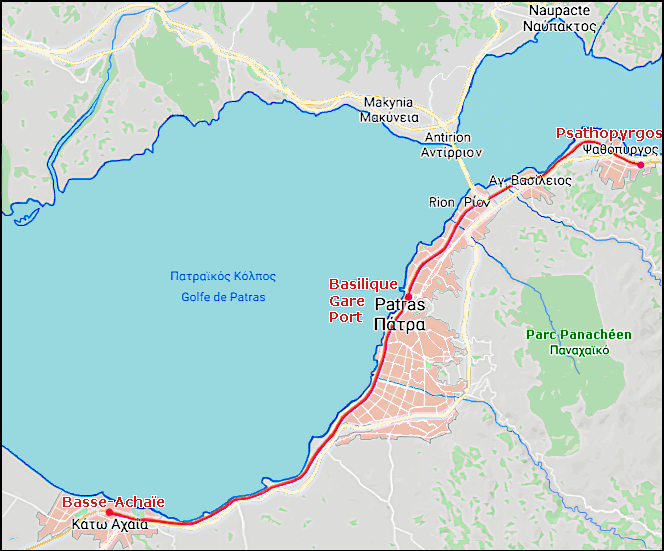
Rosso : le due linee.

Il servizio consta di due linee A e B, con nove stazioni servite. I treni sono cadenzati a frequenza oraria. Le tariffe sono integrate con la rete di autobus urbani.